# プロピオン酸CoAトランスフェラーゼ
プロピオン酸CoAトランスフェラーゼ(Propionate CoA-transferase、EC 2.8.3.1)は、以下の化学反応を触媒する酵素である。
アセチルCoA + プロピオン酸{\displaystyle \rightleftharpoons }酢酸 + プロピオニルCoA
従って、基質はアセチルCoAとプロピオン酸の2つ、生成物は酢酸とプロピオニルCoAの2つである。
この酵素は転移酵素、特にCoAトランスフェラーゼに分類される。系統名は、アセチルCoA:プロピオン酸CoA-トランスフェラーゼ(acetyl-CoA:propanoate CoA-transferase)である。この酵素は、ピルビン酸代謝、プロピオン酸代謝、スチレン分解の3つの代謝経路に関与している。